# Copa do Nordeste de Futebol de 2020
A Copa do Nordeste de 2020 foi a 17.ª edição da competição de futebol realizada no Nordeste brasileiro, organizada pela Liga do Nordeste em parceria com a CBF
Bahia e Ceará decidiram o título, como na edição de 2015, quando a equipe cearense ganhou do clube baiano, e essa edição, Ceará venceu de novo ao derrotar o Bahia em casa de 3-1 na partida de ida, e em partida de volta, o clube cearense ganhou de 1-0, agradado de 4-1, Ceará conquistou pela 2ª vez na história a Copa do Nordeste, sendo a primeira em 2015, derrotando o mesmo adversário.
Conforme a edição anterior, os nove estados da região terão representantes no torneio, porém a seleção dos participantes será diferente. O torneio terá a participação de 20 equipes, sendo 12 classificadas diretamente para uma fase de grupos e 8 classificadas para uma fase preliminar em mata-mata, que dará 4 vagas na fase de grupos. As equipes classificadas diretamente à fase de grupos serão os 9 campeões estaduais em 2019, juntamente com as equipes oriundas dos estados da Bahia, Ceará e Pernambuco mais bem posicionados no Ranking Nacional dos Clubes 2019, excluídos os campeões estaduais nos respectivos estados. As equipes classificadas à fase preliminar serão os segundos colocados no Ranking Nacional dos Clubes oriundos da Bahia e de Pernambuco (dois estados melhor ranqueados), além dos primeiros colocados dos demais estados da região (exceto o Ceará), excluídos da contagem os campeões estaduais em cada estado.
Devido à pandemia do Covid-19, a CBF decidiu suspender temporariamente a competição antes na última rodada da fase de grupos. Em julho de 2020 a CBF anunciou a volta dos jogos para o dia 21 de julho de 2020, com sede exclusiva na cidade de Salvador, Bahia e um jogo da oitava fase de grupos na cidade de Feira de Santana, também na Bahia.
O vencedor, originalmente, ingressaria diretamente nas oitavas de final (quinta fase) da Copa do Brasil de 2021. No entanto, com as mudanças promovidas pela CBF no torneio, passou a ter vaga na terceira fase.

## Ranking das Federações
| Pos. | Pos. | Federações          | Pontos | Vagas  | Vagas    |
| Pos. | Pos. | Federações          | Pontos | Grupos | Pré-Copa |
| ---- | ---- | ------------------- | ------ | ------ | -------- |
| 1    | 7    | Bahia               | 21.631 | 2      | 1        |
| 2    | 9    | Pernambuco          | 19.369 | 2      | 1        |
| 3    | 10   | Ceará               | 16.853 | 2      | 0        |
| 4    | 11   | Alagoas             | 11.986 | 1      | 1        |
| 5    | 14   | Maranhão            | 7.643  | 1      | 1        |
| 6    | 15   | Rio Grande do Norte | 6.801  | 1      | 1        |
| 7    | 16   | Paraíba             | 5.313  | 1      | 1        |
| 8    | 17   | Sergipe             | 4.128  | 1      | 1        |
| 9    | 19   | Piauí               | 2.573  | 1      | 1        |

## Clubes participantes

### Classificados para a Pré-Copa do Nordeste
O clube melhor colocado no Ranking da CBF 2019 dos estados de Alagoas, Maranhão, Paraíba, Piauí, Rio Grande do Norte e Sergipe garante vaga na seletiva da Copa do Nordeste. No entanto, se o melhor ranqueado desses estados for o campeão estadual, a vaga na seletiva passará ao segundo melhor colocado.
Os estados de Bahia e de Pernambuco, por serem as duas federações melhor ranqueadas no Ranking de Federações, possuem direito a uma vaga a mais na fase de grupos, destinada ao melhor ranqueado de cada um desses estados, sendo ao segundo melhor ranqueado, excluído o campeão estadual, assegurada uma vaga no Pré-Nordestão.
Ao final da Pré-Copa, os vencedores dos quatro confrontos estarão automaticamente classificados para Fase de Grupos.
| UF                  | Equipe         | Cidade         | Forma de Classificação | Estádio       | Capacidade | Títulos        |
| ------------------- | -------------- | -------------- | ---------------------- | ------------- | ---------- | -------------- |
| Alagoas             | CRB            | Maceió         | Ranking da CBF (32º)   | Rei Pelé      | 17 126     | 0 (não possui) |
| Bahia               | Juazeirense    | Juazeiro       | Ranking da CBF (67º)   | Adauto Morais | 8 000      | 0 (não possui) |
| Maranhão            | Sampaio Corrêa | São Luís       | Ranking da CBF (38º)   | Castelão      | 40 149     | 1 (2018)       |
| Paraíba             | Campinense     | Campina Grande | Ranking da CBF (69º)   | Amigão        | 23 000     | 1 (2013)       |
| Pernambuco          | Náutico        | Recife         | Ranking da CBF (36º)   | Aflitos       | 22 856     | 0 (não possui) |
| Piauí               | Altos          | Altos          | Ranking da CBF (76º)   | Albertão      | 52 216     | 0 (não possui) |
| Rio Grande do Norte | ABC            | Natal          | Ranking da CBF (43º)   | Frasqueirão   | 15 082     | 0 (não possui) |
| Sergipe             | Confiança      | Aracaju        | Ranking da CBF (53º)   | Batistão      | 15 575     | 0 (não possui) |

### Classificados para a fase de grupos
Participam os campeões estaduais do ano anterior e os melhores colocados no Ranking da CBF 2019 oriundos da Bahia, Pernambuco e Ceará.
| UF                  | Equipe           | Cidade      | Forma de Classificação   | Estádio          | Capacidade | Títulos                    |
| ------------------- | ---------------- | ----------- | ------------------------ | ---------------- | ---------- | -------------------------- |
| Alagoas             | CSA              | Maceió      | Campeão do Estadual 2019 | Rei Pelé         | 17 126     | 0 (não possui)             |
| Bahia               | Bahia            | Salvador    | Campeão do Estadual 2019 | Arena Fonte Nova | 50 025     | 3 (2001, 2002, 2017)       |
| Bahia               | Vitória          | Salvador    | Ranking da CBF (17º)     | Barradão         | 35 000     | 4 (1997, 1999, 2003, 2010) |
| Ceará               | Fortaleza        | Fortaleza   | Campeão do Estadual 2019 | Arena Castelão   | 63 903     | 1 (2019)                   |
| Ceará               | Ceará            | Fortaleza   | Ranking da CBF (23º)     | Arena Castelão   | 63 903     | 1 (2015)                   |
| Maranhão            | Imperatriz       | Imperatriz  | Campeão do Estadual 2019 | Frei Epifânio    | 12 500     | 0 (não possui)             |
| Paraíba             | Botafogo-PB      | João Pessoa | Campeão do Estadual 2019 | Almeidão         | 25 770     | 0 (não possui)             |
| Pernambuco          | Sport            | Recife      | Campeão do Estadual 2019 | Ilha do Retiro   | 32 983     | 3 (1994, 2000 e 2014)      |
| Pernambuco          | Santa Cruz       | Recife      | Ranking da CBF (28º)     | Arruda           | 60 044     | 1 (2016)                   |
| Piauí               | River-PI         | Teresina    | Campeão do Estadual 2019 | Albertão         | 52 216     | 0 (não possui)             |
| Rio Grande do Norte | América de Natal | Natal       | Campeão do Estadual 2019 | Arena das Dunas  | 31 375     | 1 (1998)                   |
| Sergipe             | Freipaulistano   | Frei Paulo  | Campeão do Estadual 2019 | Titão            | 5 000      | 0 (não possui)             |

## Fase preliminar
O sorteio da Fase preliminar Copa do Nordeste aconteceu no dia 24 abril de 2019, na Sede da CBF. Os clubes foram separados nos potes de acordo com sua classificação no Ranking da CBF de 2019. Nesta fase preliminar da competição, as equipes se enfrentam no sistema eliminatório, sem o gol fora de casa como critério de desempate. Os jogos de ida estão previstos para os dias 1 a 7 de maio, já os confrontos da volta devem acontecer nos dias 7 a 15 de maio do mesmo mês.

### Sorteio
| Pote 1                                                         | Pote 2                                                                 |
| -------------------------------------------------------------- | ---------------------------------------------------------------------- |
| - CRB (32º) - Náutico (36º) - Sampaio Corrêa (38º) - ABC (43º) | - Confiança (53º) - Juazeirense (67º) - Campinense (69º) - Altos (76º) |

### Confrontos
Em itálico, os times que possuem o mando de campo no primeiro jogo do confronto e em negrito os times classificados.
| Equipe 1    | Total | Equipe 2       | 1.º jogo | 2.º jogo |
| ----------- | ----- | -------------- | -------- | -------- |
| Campinense  | 2–3   | Náutico        | 2–1      | 0–2      |
| Confiança   | 2–0   | Sampaio Corrêa | 0–0      | 2–0      |
| Juazeirense | 1–2   | CRB            | 0–0      | 1–2      |
| Altos       | 1–2   | ABC            | 1–0      | 0–2      |

## Fase de Grupos
O sorteio para a fase de grupos foi realizado no dia 26 de setembro de 2019, às 19:00, no Mansion Eventos em Aracaju. As 16 equipes foram divididas em dois grupos de oito, contendo duas equipes de cada um dos quatro potes, com a restrição de que as duas equipes mais bem ranqueadas de cada federação não podiam ser sorteadas para o mesmo grupo. As equipes foram semeadas pelo ranking CBF de 2019 (mostrado entre parênteses).
| Pote 1                                                    | Pote 2                                                           | Pote 3                                                               | Pote 4                                                                       |
| --------------------------------------------------------- | ---------------------------------------------------------------- | -------------------------------------------------------------------- | ---------------------------------------------------------------------------- |
| - Bahia (15º) - Sport (16º) - Vitória (17º) - Ceará (23º) | - Santa Cruz (28º) - CRB (32º) - Fortaleza (33º) - Náutico (36º) | - ABC (43º) - CSA (45º) - Botafogo-PB (46º) - América de Natal (49º) | - Confiança (53º) - River-PI (72º) - Imperatriz (111º) - Freipaulistano (?º) |

### Grupo A
|  |                                 |
|  | Classificados para a fase final |
|  | Eliminados                      |

### Grupo B
|  |                                 |
|  | Classificados para a fase final |
|  | Eliminados                      |

### Confrontos
| Vitória do mandante Vitória do visitante Empate | Em negrito os jogos "clássicos". |

### Desempenho por Rodada
|         | 1   | 2   | 3   | 4   | 5   | 6   | 7   | 8   |
| Grupo A | SPT | RIV | FOR | FOR | BOT | BOT | FOR | FOR |
| Grupo B | IMP | NAU | CON | CON | CON | CON | CON | CON |

|         | 1   | 2   | 3   | 4   | 5   | 6   | 7   | 8   |
| Grupo A | ABC | FRP | FRP | FRP | FRP | RIV | RIV | RIV |
| Grupo B | CSA | CSA | STC | CSA | CSA | CSA | CSA | AMN |

## Fase final
Em itálico, os times que possuem o mando de campo no primeiro jogo ou jogo único do confronto e em negrito os times classificados.
|  | Quartas de final | Quartas de final |   |           | Semifinais       | Semifinais       |  |       | Final           | Final           | Final           | Final           |  |  |
|  | 25 de julho      | 25 de julho      |   |           | 28 e 29 de julho | 28 e 29 de julho |  |       | 1 e 4 de agosto | 1 e 4 de agosto | 1 e 4 de agosto | 1 e 4 de agosto |  |  |
|  |                  |                  |   |           |                  |                  |  |       |                 |                 |                 |                 |  |  |
|  | Fortaleza (pen)  | 0 (4)            |   |           |                  |                  |  |       |                 |                 |                 |                 |  |  |
|  | Sport            | 0 (1)            |   |           |                  |                  |  |       |                 |                 |                 |                 |  |  |
|  | Sport            | 0 (1)            |   | Fortaleza | 0                |                  |  |       |                 |                 |                 |                 |  |  |
|  |                  |                  |   | Fortaleza | 0                |                  |  |       |                 |                 |                 |                 |  |  |
|  |                  | Ceará            | 1 |           |                  |                  |  |       |                 |                 |                 |                 |  |  |
|  | Ceará            | Ceará            | 1 | 1         |                  |                  |  |       |                 |                 |                 |                 |  |  |
|  | Ceará            |                  |   | 1         |                  |                  |  |       |                 |                 |                 |                 |  |  |
|  | Vitória          | 0                |   |           |                  |                  |  |       |                 |                 |                 |                 |  |  |
|  | Vitória          | 0                |   |           |                  |                  |  | Ceará | 3               | 1               | 4               |                 |  |  |
|  |                  |                  |   |           |                  |                  |  | Ceará | 3               | 1               | 4               |                 |  |  |
|  |                  | Bahia            | 1 | 0         | 1                |                  |  |       |                 |                 |                 |                 |  |  |
|  | Bahia            | Bahia            | 1 | 0         | 1                | 3                |  |       |                 |                 |                 |                 |  |  |
|  | Bahia            |                  |   |           |                  | 3                |  |       |                 |                 |                 |                 |  |  |
|  | Botafogo-PB      | 1                |   |           |                  |                  |  |       |                 |                 |                 |                 |  |  |
|  | Botafogo-PB      | 1                |   | Bahia     | 1                |                  |  |       |                 |                 |                 |                 |  |  |
|  |                  |                  |   | Bahia     | 1                |                  |  |       |                 |                 |                 |                 |  |  |
|  |                  | Confiança        | 0 |           |                  |                  |  |       |                 |                 |                 |                 |  |  |
|  | Confiança (pen)  | Confiança        | 0 | 0 (4)     |                  |                  |  |       |                 |                 |                 |                 |  |  |
|  | Confiança (pen)  |                  |   | 0 (4)     |                  |                  |  |       |                 |                 |                 |                 |  |  |
|  | Santa Cruz       | 0 (2)            |   |           |                  |                  |  |       |                 |                 |                 |                 |  |  |

## Final
Jogo de ida
| 1 de agosto | Ceará                                                   | 3 – 1          | Bahia         | Estádio de Pituaçu, Salvador             |
| 16:00       | Fernando Sobral 27' · Cléber 57' · Mateus Gonçalves 75' | Súmula Borderô | 26' Fernandão | Público: 0 (PF) Árbitro: PB Wagner Reway |

| Ceará | Bahia |

Jogo de volta
| 4 de agosto | Bahia | 0 – 1          | Ceará      | Estádio de Pituaçu, Salvador                        |
| 21:30       |       | Súmula Borderô | 60' Cléber | Público: 0 (PF) Árbitro: RN Caio Max Augusto Vieira |

| Bahia | Ceará |

| Campeão do Nordeste 2020 |
| ------------------------ |
| Ceará (2º título)        |

## Maiores públicos
Esses são os dez maiores públicos da Copa do Nordeste de 2020:
| Nº | Público | Mandante   | Placar | Visitante        | Estádio         | Data            | Etapa |
| -- | ------- | ---------- | ------ | ---------------- | --------------- | --------------- | ----- |
| 1  | 29 304  | Bahia      | 1–0    | Confiança        | Pituaçu         | 7 de março      | 6º    |
| 2  | 28 785  | Fortaleza  | 1–1    | Ceará            | Castelão        | 1 de fevereiro  | 2º    |
| 3  | 26 726  | Bahia      | 0–2    | Vitória          | Fonte Nova      | 8 de fevereiro  | 3º    |
| 4  | 17 184  | Fortaleza  | 3–0    | Santa Cruz       | Castelão        | 8 de fevereiro  | 3º    |
| 5  | 16 868  | Fortaleza  | 1–0    | CSA              | Castelão        | 7 de março      | 6º    |
| 6  | 13 978  | Ceará      | 2–2    | Bahia            | Castelão        | 15 de fevereiro | 4º    |
| 7  | 12 679  | Sport      | 1–0    | Santa Cruz       | Ilha do Retiro  | 7 de março      | 6º    |
| 8  | 12 558  | Santa Cruz | 0–0    | Bahia            | Arruda          | 25 de janeiro   | 1º    |
| 9  | 11 418  | ABC        | 2–1    | América de Natal | Arena das Dunas | 2 de fevereiro  | 2º    |
| 10 | 10 411  | Bahia      | 2–0    | Imperatriz       | Pituaçu         | 28 de janeiro   | 2º    |

## Artilharia
Atualizado em 4 de agosto de 2020.